# Podkarpackie Centrum Piłki Nożnej

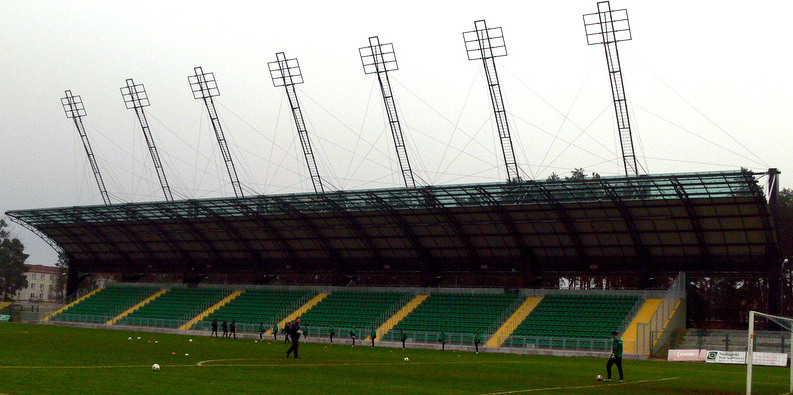
Druga trybuna stadionu

Podkarpackie Centrum Piłki Nożnej – ośrodek treningowy w Stalowej Woli, składający się z: boiska głównego, dwóch boisk ze sztuczną nawierzchnią, dwóch boisk pełnowymiarowych, boiska pełnowymiarowego z nawierzchnią naturalną. Na boisku głównym swoje mecze rozgrywają piłkarze Stali Stalowa Wola. Podkarpackie centrum powstało w latach 2017–2020, do 2016 jego główny obiekt nosił nazwę Stadion Miejskiego Ośrodka Sportu i Rekreacji w Stalowej Woli.

## Historia

### Pierwszy stadion: Stadion MOSiR (do 2016)
Stadion MOSiR powstał w latach 30. XX wieku; był jedną z pierwszych budowli w mieście. Miał pojemność 12 tysięcy miejsc, m.in. tyle osób oglądało 30 października 1994 roku wygrany przez Stal 1:0 ligowy mecz przeciwko Legii Warszawa. Po montażu miejsc siedzących, pojemność obiektu została zmniejszona do ok. 10 tysięcy miejsc, a w dniu likwidacji wiekowego stadionu wynosiła ona 2,937 miejsc.

### Drugi stadion: PCPN (od 2020)
W 2016 miasto Stalowa Wola złożyło wniosek do Ministerstwa Sportu i Turystyki o dofinansowanie budowy Podkarpackiego Centrum Piłki Nożnej (dotacja przyznana w sierpniu 2016). Budowę podkarpackiego centrum rozpoczęto w 2017. W ramach projektu, oprócz trybun i podgrzewanej murawy powstał budynek klubowy oraz boiska treningowe.
Boisko główne podkarpackiego centrum zostało otwarte 29 lutego 2020, meczem II ligi Stali Stalowa Wola przeciwko Bytovii Bytów. Spotkanie rozpoczęło się o godzinie 19:38 (symbolicznej, gdyż 1938 to rok założenia klubu Stal) i zakończyło bezbramkowym remisem; odbywało się pierwszy raz w historii miasta przy sztucznym oświetleniu. Mecz obejrzało na żywo 3345 widzów (ówczesny rekord frekwencji na nowym obiekcie).
W marcu i kwietniu 2020 roku na stadionie miały odbyć się mecze turnieju UEFA Development Tournament, przy udziale reprezentacji U-16 Polski, Wenezueli, Islandii i Iranu. W dniu 18 marca 2020 turniej został odwołany z powodu pandemii COVID-19. 27 września 2022 na stadionie odbył się mecz turnieju Elite League, w którym reprezentacja Polski U-20 pokonała reprezentację Portugalii U-20 3:1; a 2 listopada 2022 mecz Ligi Młodzieżowej UEFA pomiędzy Ruchem Lwów a Galatasaray Stambuł, zakończony wygraną gospodarzy 3:1.
10 czerwca 2023 kibice pobili rekord frekwencji na stadionie PCPN, na wygranym przez Stal 7:0 spotkaniu przeciwko Wiśle Sandomierz pojawiło się 3764 kibiców.
1 grudnia 2023 na stadionie zorganizowano mecz Ligi Narodów UEFA Kobiet, w którym Polska pokonała Ukrainę 1:0 (gospodarzem meczu były Ukrainki), zapewniając sobie awans do dywizji A.
W 2025 roku PCPN był jednym ze stadionów Mistrzostw Europy U-19 w Piłce Nożnej Kobiet. Rozegrano na nim 3 mecze fazy grupowej i półfinał.

## Użytkownicy obiektu
Głównym użytkownikiem obiektu jest Stal Stalowa Wola.
Od 2020 roku na stadionie w roli gospodarza, poza Stalą, występowały również zespoły: Stali Rzeszów (6 meczów II ligi od 7 kwietnia do 2 maja 2021), Wólczanki Wólka Pełkińska (2 mecze III ligi na bocznym boisku stadionu od 27 lutego do 13 marca 2021), Sokoła Sieniawa (1 mecz III ligi na bocznym boisku stadionu 7 marca 2021), Herosów Krzaki-Słomiana (1 mecz klasy B dnia 3 czerwca 2022) oraz młodzieżowego Ruchu Lwów (1 mecz Ligi Młodzieżowej UEFA 2 listopada 2022).

## Statystyki
Statystyki aktualne na 1 października 2024.
| Wydarzenie                                             | Data                    | Drużyna gospodarzy      | Wynik                   | Drużyna gości             | Frekwencja              |
| Stadion MOSiR (do 2016)                                | Stadion MOSiR (do 2016) | Stadion MOSiR (do 2016) | Stadion MOSiR (do 2016) | Stadion MOSiR (do 2016)   | Stadion MOSiR (do 2016) |
| ------------------------------------------------------ | ----------------------- | ----------------------- | ----------------------- | ------------------------- | ----------------------- |
| Pierwszy mecz na stadionie MOSiR w Ekstraklasie        | 9 sierpnia 1987         | Stal Stalowa Wola       | 0:1                     | Zagłębie Lubin            | 14 000                  |
| Najwyższe zwycięstwo na stadionie MOSiR w Ekstraklasie | 3 października 1987     | Stal Stalowa Wola       | 4:1                     | Olimpia Poznań            |                         |
| Najwyższe zwycięstwo na stadionie MOSiR w Ekstraklasie | 27 maja 1995            | Stal Stalowa Wola       | 4:1                     | Warta Poznań              |                         |
| Najwyższa porażka na stadionie MOSiR w Ekstraklasie    | 24 października 1987    | Stal Stalowa Wola       | 0:3                     | Górnik Zabrze             |                         |
| Stadion PCPN (od 2020)                                 |                         |                         |                         |                           |                         |
| Pierwszy mecz na stadionie PCPN                        | 29 lutego 2020          | Stal Stalowa Wola       | 0:0                     | Bytovia Bytów             | 3 345                   |
| Pierwszy mecz II ligi na stadionie PCPN                | 29 lutego 2020          | Stal Stalowa Wola       | 0:0                     | Bytovia Bytów             | 3 345                   |
| Najwyższa frekwencja na stadionie PCPN                 | 27 września 2022        | Polska U-20             | 3:1                     | Portugalia U-20           | 4 282                   |
| Pierwszy mecz międzynarodowy na stadionie PCPN         | 27 września 2022        | Polska U-20             | 3:1                     | Portugalia U-20           | 4 282                   |
| Pierwszy mecz I ligi na stadionie PCPN                 | 20 lipca 2024           | Stal Stalowa Wola       | 0:1                     | Górnik Łęczna             | 3 764                   |
| Pierwszy mecz III ligi na stadionie PCPN               | 23 sierpnia 2020        | Stal Stalowa Wola       | 4:3                     | Wólczanka Wólka Pełkińska | 500                     |
| Pierwszy mecz międzynarodowy kobiet na stadionie PCPN  | 1 grudnia 2023          | Ukraina                 | 0:1                     | Polska                    | 1 944                   |